# Eritate-goromo

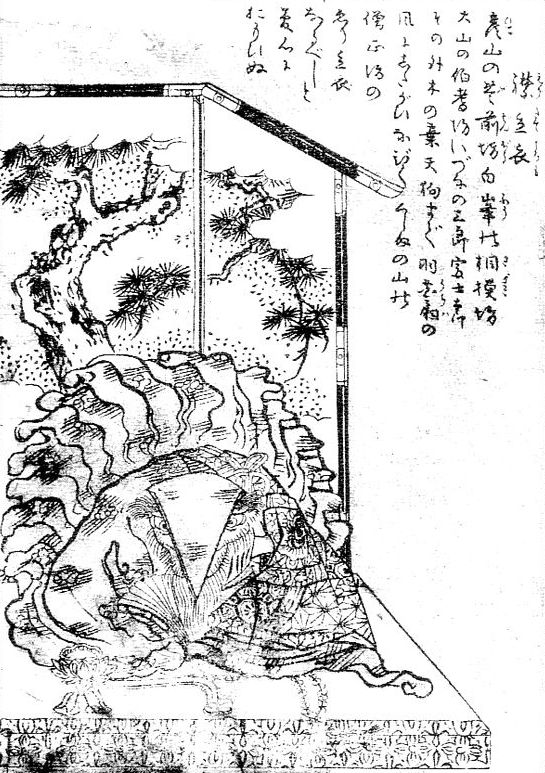
Ein Eritate-goromo, wie er in Sekiens Gazu Hyakki Tsurezure Bukuro erscheint

Eritate-goromo (襟立衣; „Hoher Stehkragen“) ist der Name eines fiktiven Wesens der japanischen Folklore. Er gehört zur Klasse der Tsukumogami (付喪神; „Artefakt-Geister“) aus der Gruppe der Yōkai (妖怪; „Dämonen“) und gilt als „mysteriös“.

## Beschreibung
Der Eritate-goromo wird als prachtvoll besticktes Stehkragengewand beschrieben, das von dem Kami eines mystischen Koboldkönigs beseelt sein soll. Der sonst aufrechte Kragen bildet einen schnabelähnlichen Kopf. Es hat nun Augen und einen langen, silbergrauen Bart. Der Eritate-goromo soll auf dem Berg Kurama-yama (鞍馬山) in der Präfektur Kyōto nördlich der gleichnamigen Hauptstadt hausen, wo er in einem Schrein residiert und über das Volk der Tengu wacht. Wie er den Menschen gesinnt ist, ist nicht überliefert.

## Hintergrund
Das japanische Wort Eri (襟) beschreibt einen hohen Stehkragen, das Wort Goromo (立衣) bezeichnet eine spezielle Robe, wie sie von höchstrangigen Priestern zu festlichen Anlässen getragen wird. Das Wort kann aber auch Tachī gelesen werden und meint dann einen schlichten Kleiderständer. Der Berg Kurama-yama ist ein national anerkanntes Heiligtum, auf dessen Gipfel der Tempel Kurama-dera (鞍馬寺) steht. Der Sage nach residiert hier der Kami des mystischen Tengu-Herrschers Sōjōbō (僧正坊), der die Armeen der Tengu befehligt haben soll. Als Tengu (天狗; „Himmelshunde“) werden koboldähnliche Wesen beschrieben, von denen es zwei Gruppen geben soll: die langnasigen Hanadaka-Tengu und die geflügelten Konoha-Tengu. Der Eritate-goromo ist eine Parodie von Sōjōbō, die der Kyōka-Poet und Ukiyo-e-Künstler Toriyama Sekien in seinem Werk Gazu Hyakki Tsuretsure Bukuro (画図百鬼徒然袋; „100 Geister im Handgepäck“) und um 1784 abgebildet hat. Sekien merkt an, dass der Eritate-goromo mit seinem Faltfächer Wind beschwören könne. 